# Mawaan Rizwan
Mawaan Rizwan (Laore, 18 de agosto de 1992) é um ator e comediante britânico, nascido no Paquistão, que começou sua carreira como Youtuber. É roteirista de episódios da série Sex Education e ganhador do British Academy Television Awards.

## Biografia
Rizwan nasceu na cidade de Laore, Paquistão. Sua mãe, Shannaz, nasceu na década de 1950 em uma região tumultuosa do país. Era uma de nove irmãs e estrelou em mais de trinta filmes preto e branco paquistaneses. Com o desejo de uma vida melhor para seu filho, os dois imigraram para Londres em 1994. Seis anos depois, quando Mawaan Rizwan tinha oito anos, foram intimados a deportação, mas conseguiram permanecer após batalhas judiciais e protestos a favor dos direitos de imigração.

## Carreira
Rizwan começou a fazer vídeos para o YouTube aos 16 anos, em busca de validação online. Ele recebeu atenção e fama, o que resultou em papéis em diversos programas de televisão. Em 2013, começou a participar da série nomeada ao BAFTA DNN: Definitely Not Newsround, uma comédia voltada ao público infantil. Em 2015, apareceu na série da Disney XD do Reino Unido e da Irlanda chamada Mega Awesome Super Hacks.
No mesmo ano, Riswan viajou ao Paquistão, seu país natal, para filmar o documentário How Gay Is Pakistan? (lit. "O quão gay é o Paquistão?"), que explora as problemáticas encaradas por LGBTQ islâmicos sob a religião islã, que coloca a Homossexualidade como ilegal. O documentário foi exibido através da televisão de forma internacional.
A carreira de Rizwan na comédia stand-up começou em 2010, quando realizou sua primeira apresentação em um porão do Leicester Square. Em 2018, participou de um evento de caridade chamado Choose Laughs? para auxiliar refugiados.
Em abril de 2019, lançou dois singles: I've Got A New Walk e Mango. Em setembro do mesmo ano, lançou o terceiro: Never Been Skiing.
Rizwan escreveu o roteiro de alguns episódios da série Sex Education e abriu algumas apresentações de Jonathan Van Ness durante o tour pelo Reino Unido, Austrália e Nova Zelândia. Maawan Rizwan entrou na lista da Forbes de 30 europeus com menos de 30 anos no ramo do entretenimento e venceu o British Academy Television Awards por Melhor Performance Masculina em Comédia pela série Juice.

## Vida pessoal
Rizwan se identifica como queer e se assumiu para seus pais tradicionais aos 24 anos. Em 2012, ele fez um vídeo no YouTube com sua mãe, Shahnaz, que impulsionou a fama de sua mãe em Bollywood, que, mais tarde, protagonizou uma série indiana chamada Yeh Hai Mohabbatein.
O irmão de Mawaan, Nabhaan, também é ator.

## Filmografia

### Televisão
| Ano       | Título                                | Notas              | Referências |
| --------- | ------------------------------------- | ------------------ | ----------- |
| 2013      | Project: Library                      |                    | [ 15 ]      |
| 2013      | DNN: Definitely Not Newsround         |                    | [ 3 ]       |
| 2014-2016 | The Dog Ate My Homework               |                    | [ 16 ]      |
| 2015      | How Gay Is Pakistan?                  | Documentário       | [ 6 ]       |
| 2015      | Mega Awesome Super Hacks              |                    | [ 5 ]       |
| 2016      | Getting High For God                  | Documentário       | [ 17 ]      |
| 2016      | Murdered by My Father                 | Filme de televisão | [ 18 ]      |
| 2016      | The Break                             | 1 episódio         | [ 19 ]      |
| 2017      | Vera                                  | 1 episódio         | [ 20 ]      |
| 2017      | five by five                          | Minissérie         | [ 21 ]      |
| 2018      | The Big Asian Stand-Up                | 1 episódio         | [ 22 ]      |
| 2018      | Next of Kin                           | Minissérie         | [ 23 ]      |
| 2019      | Harry Hill's Clubnite                 | 1 episódio         | [ 24 ]      |
| 2019      | Live at the Apollo                    | 1 episódio         | [ 25 ]      |
| 2020      | Two Weeks to Live                     | Minissérie         | [ 26 ]      |
| 2020      | Jonathan Ross' Comedy Club            |                    | [ 27 ]      |
| 2020      | Taskmaster                            |                    | [ 28 ]      |
| 2022      | The Big Fat Quiz of Everything        | Especial           | [ 29 ]      |
| 2022      | The Great Stand Up to Cancer Bake Off | 1 episódio         | [ 30 ]      |
| 2023      | Doctor Who                            | 1 episódio         | [ 31 ]      |
| 2023      | Juice                                 | 6 episódios        | [ 32 ]      |

### Filmes
| Ano  | Título                    | Referência |
| ---- | ------------------------- | ---------- |
| 2014 | The Nightman of Nevermore | [ 33 ]     |
| 2016 | The Darkest Dawn          | [ 34 ]     |
| 2017 | Carnage                   | [ 35 ]     |
| 2018 | Benjamin                  | [ 36 ]     |

### Roteirista
| Ano       | Título           | Notas | Referências |
| --------- | ---------------- | ----- | ----------- |
| 2016      | Spot Bots        |       | [ 37 ]      |
| 2017-2019 | Apple Tree House |       | [ 38 ]      |
| 2020-2021 | Sex Education    |       | [ 39 ]      |
| 2023      | Juice            |       | [ 32 ]      |